# Outros esportes praticados pelo Clube de Regatas do Flamengo
O Clube de Regatas do Flamengo é uma agremiação poliesportiva brasileira de destaque, sediada na Cidade do Rio de Janeiro, que possui outras modalidades além do futebol que também se tornaram referência nacional. Por isso, este artigo reúne outros esportes praticados pelo Clube de Regatas do Flamengo, além do futebol:

Time de Remo do Flamengo de 1938.

## Bocha
- Fonte:FlaEstatística[1]

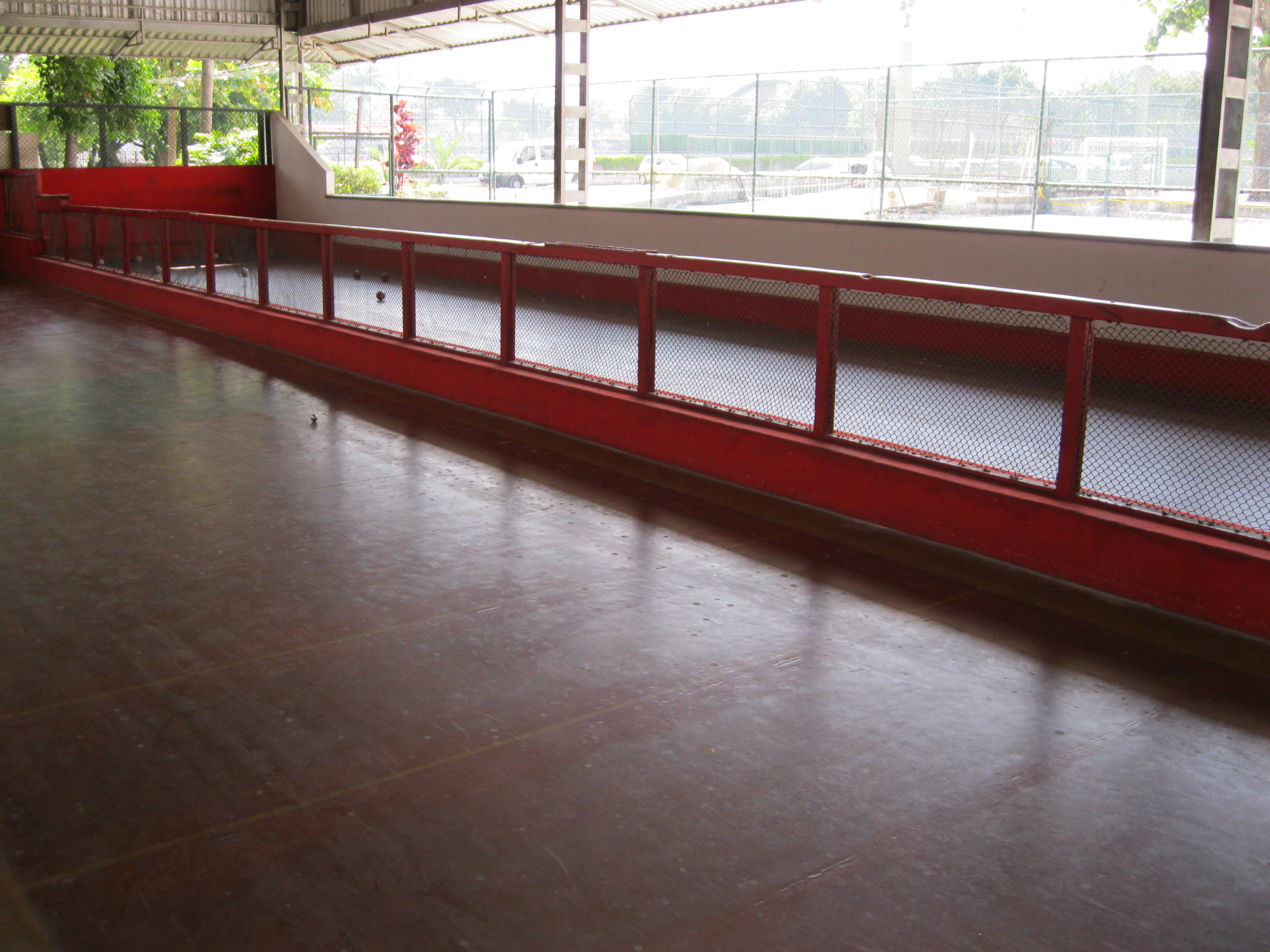
Cancha de Bocha do Flamengo

A Bocha foi introduzido no Flamengo no ano de 1961, na gestão do presidente Fadel Fadel, quando foi inaugurada a seção de Bocha.
Em 1965, o Clube se filiou à Federação Carioca de Bocha, o que atraiu ilustres jogadores, como Ademar Toscano, Nilson Nogaroli, Nelson Nogaroli, Drasto Angeli, César Angeli e Américo Angeli. Esses praticantes estão imortalizados na Calçada da Fama do Clube, situada dentro da Sede Social, na Gávea. Na modalidade feminina, os destaques são: Adyr Thereza Angeli, Olívia Tavernasi, Nilda Nogaroli, Nilcea Nogaroli, Regina Ferreira, Antonieta Oliveira, Ilcair Nogaroli, Maria José Nogaroli, Bada Angeli, Beda Campos, Marisa Amaral e Cecília dos Santos Dourado.
Em 1966, o Flamengo sagrou-se vice-campeão da Cidade e nos 3 anos seguintes (1967, 1968 e 1969) tricampeão do estado da Guanabara, o que rendeu ao clube a posse definitiva do "Troféu Reynaldo Carneiro de Bastos".
Em 1988, Beda Campos, representando o Flamengo, foi campeão estadual de Bocha. Em 1995, o Flamengo foi novamente campeão estadual.

## Showbol
Clube de Regatas do Flamengo (showbol) é o departamento de showbol do  Clube de Regatas do Flamengo, sediado no Rio de Janeiro. Atualmente, a equipe da categoria disputa competições como o Campeonato Carioca de Showbol e o Campeonato Brasileiro de Showbol. O Flamengo é o recordista de conquistas nacionais com 4 títulos no showbol.

### Grandes jogadores
- Aldair
- Djalminha
- Fábio Baiano
- Júnior Baiano

### Grandes treinadores
- Ernesto Paulo

### Títulos
Campeão invicto
- Campeonato Brasileiro: 2009, 2010, 2012 e 2013
- Torneio Rio-São Paulo: 2010 e 2012.
- Campeonato Carioca: 2010, 2011 e 2012 .

### Campanhas de destaque
- Campeonato Brasileiro: 2011 (3° colocado) e 2014 (4° colocado)
- Campeonato Carioca: 2013 (3° colocado)
- x  Torneio Rio-São Paulo: 2008 (vice-campeão), 2009 (3º colocado), 2011(vice-campeão)
- x  Torneio Rio-Manaus: 2012 (2° colocado)

### Elenco atual
Legenda
- : Capitão
- : Seleção Brasileira

## Tênis
A história da participação do Flamengo no tênis remonta a 1916. quando começou a participar de competições oficiais. O Flamengo se sagrou campeão da cidade de 1916, 1917 e 1918, sendo o primeiro clube a conquistar o tricampeonato carioca. Também festejou os títulos Intermediários de 1923, 1926, 1927, 1929 e 1931.
Depois de perder sua sede Rua Paysandu em 1932, o clube ficou ausente das competições de tênis até 1963, quando o presidente Fadel Fadel construiu e inaugurou as quadras de tênis da sede da Gávea.
A partir de então o clube começou a formar atletas em suas escolinhas, com destaques para Celso Barbosa, Inara de Freitas, Licia Granjeiro, Nadia Ribeiro de Sá, Guilherme Viana, James Rothman, Kalus Thuru, Sonia Aschkenasi, entre outros.
Outra tenista de renome que fez parte dos quadros do clube, mas não foi revelado peo Flamengo, foi Maria Helena de Amorim. Já o maior tenista do clube ao longo da história foi Thomaz Koch, que defendeu O Mais Querido entre as décadas de 1970 e 1980.

## Voleibol masculino
A equipe de voleibol masculino do Clube de Regatas do Flamengo foi um dos principais e mais tradicionais times de voleibol do Brasil.
No masculino, o primeiro campeonato carioca veio em 1949. A equipe profissional do mengão no voleibol masculino tinha os seguintes jogadores: John O’Shea, João Cancio, Antônio Pelosi, Helio Cerqueira,Lúcio Figueiredo, Paulo Pinto, Wellington Dias,  Luiz Ferreira (Passarinho) , Jonas Souza e Wantuil Costa
Nas décadas de 80 e 90 surgiram grandes astros do voleibol nacional e mundial como: Marcus Vinícius, Bernard, Bernardinho e Tande.Na história mais recente do clube, outros jogadores da seleção brasileira também defenderam as cores do Mengão  como: Carlos Schwanke, estrelas do vôlei de praia como Pedro Solberg entre outros.

### Histórico

#### Resultados obtidos nas principais competições
- Campeonato Brasileiro de Clubes de Voleibol Masculino: 2º lugar (1978)
- Superliga Brasileira: 8º lugar (1994-95)[nota 1][7]
- Superliga Brasileira: 6º lugar (1995-96)[nota 1][7]
- Superliga Brasileira: 12º lugar (1996-97)[nota 1][7]
- Campeonato Carioca: 1º lugar (1949, 1951,1953,1955, 1959, 1961, 1977, 1987, 1988, 1989, 1991,1992, 1993, 1994, 1995, 1996, 2005)
- Campeonato Carioca: 2º lugar (2001)

### Temporada

#### Comissão Técnica
- Técnico: [carece de fontes?]
- Assistente Técnico: [carece de fontes?]
- Auxiliar Técnico: [carece de fontes?]
- Preparador Físico: [carece de fontes?]
- Fisioterapeuta: [carece de fontes?]
- Médico: [carece de fontes?]
- Massagista: [carece de fontes?]

## Voleibol Feminino

### Títulos
| Continentais | Continentais                   | Continentais | Continentais                                               |
|              | Competição                     | Títulos      | Temporada                                                  |
| ------------ | ------------------------------ | ------------ | ---------------------------------------------------------- |
|              | Campeonato Sul-Americano       | 1            | 1981                                                       |
| Nacionais    |                                |              |                                                            |
|              | Competição                     | Títulos      | Temporada                                                  |
|              | Superliga Brasileira           | 3            | 1978, 1980 e 2000-01                                       |
|              | Superliga Brasileira - Série C | 1            | 2018                                                       |
| Estaduais    |                                |              |                                                            |
|              | Competição                     | Títulos      | Temporada                                                  |
|              | Campeonato Carioca             | 10           | 1938, 1951, 1952, 1954, 1955, 1978,1979, 1981, 1984 e 2020 |

### Comissão técnica
* Técnico: Alexandre Dantas.
* Assistente Técnico: Abel Martins.
* Auxiliar Técnico: Alexandre Rozenberg
* Preparador Físico: Giovani Ciprandi
* Fisioterapeutas: 
* Médico: 
* Estatística: